# Robson dos Santos Fernandes
Robson dos Santos Fernandes, meglio noto come Robson (Campinas, 30 maggio 1991), è un calciatore brasiliano, attaccante del Grêmio Novorizontino.

## Carriera
Ha giocato nella seconda divisione brasiliana e nella prima divisione dei campionati brasiliano e thailandese.

## Palmarès

### Competizioni statali
- Campionato Cearense: 2

Fortaleza: 2021, 2022

### Competizioni regionali
- Copa do Nordeste: 1

Fortaleza: 2022